# 松田良昭
松田 良昭（まつだ よしあき、1952年10月14日 - ）は、日本の政治家。第100代神奈川県議会議長。北朝鮮に拉致された日本人を救う会全国地方議員連盟会長、日本会議地方議員連盟会長を務めている。

## 経歴
小学校時代から高校まで柔道に励んだ。東海大学文学部に進学、大学では少林寺拳法の道を志すとともに、モスクワ留学を経験した。
1974年（昭和49年）東海大学文学部卒業、佐藤一郎代議士の秘書を11年間務めた。
1987年（昭和62年）横浜市戸塚区選挙区より、神奈川県議会に初当選、以降9期当選している。
かながわ自民党に所属し、総務会長として、2007年の第16回統一地方選挙の第一次公認候補の決定、発表を行っている。
2007年5月の神奈川県議会議長選挙では、議会改革の具体案を盛った「議長マニフェスト」を作成し都道府県議会では2例目となる議長マニフェストを発表、議論の結果議長に選出された。議長選挙では107人中104票を獲得した。開かれた議会づくりや議会基本条例の検討、議会局の強化などを進めた。議長就任の翌年には多くの議会改革が進展、「商店街活性化条例」「がん克服条例」などの政策条例も制定される成果が上がった。
2013年12月、議会改革検討会議の座長として議員定数2減に向けた報告書を県議会議長に提出、2014年1月に設置された2015年の第18回統一地方選挙に向けた議員定数等検討委員会の委員長に選任された。
県議会文教常任委員長、行財政・高齢者対策等特別委員長、議会改善、決算委員長など歴任。

## 著作物
- 「議長百代　新しい風はいつも神奈川から」（版元不明　自費出版？）